# Okiato
Okiato u Old Russell es un pequeño lugar de vacaciones en la bahía de las Islas, Nueva Zelanda, a 7 kilómetros al sur de la actual Russell. Fue la primera capital nacional de Nueva Zelanda, por un corto período de tiempo desde 1840 a 1841, antes de que la sede del gobierno fuera trasladada a Auckland. El ferry que cruza la bahía de las Islas, el principal acceso turístico a Russell, se extiende entre Okiato y Opua.

## Historia

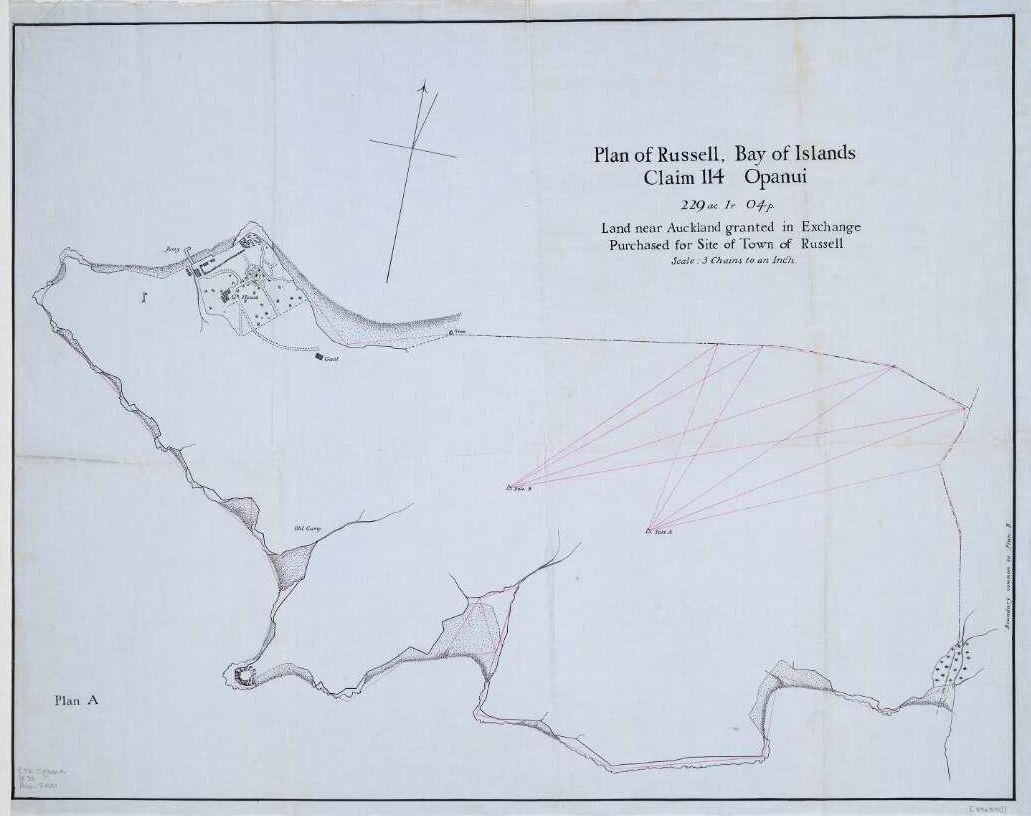
Plano de Russell (Okiato).

Pomare, el jefe local maorí en la década de 1830, vendió tierras en Okiato a un comerciante y armador británico, el capitán James Reddy Clendon, quien se estableció allí en 1832 y estableció una estación comercial con su socio Samuel Stephenson. Clendon se convirtió en el primer cónsul de Estados Unidos para Nueva Zelanda en 1838 o 1839.
Cuando se firmó el tratado de Waitangi en 1840, el vicegobernador William Hobson ordenó al inspector general, Felton Mathew, que informara sobre posibles lugares para una capital en la bahía de las Islas. La propiedad de Clendon cumplió con los requisitos para un buen anclaje y disponibilidad inmediata de terrenos adecuados para la subdivisión y venta a los colonos. Kororāreka (el actual Russell) fue descontado ya que no tenía suficientes terrenos disponibles, y las ubicaciones como Paihia y Kerikeri se pasaron por alto por varias razones. Clendon quería 23 000 libras por los 1.24 km² de terreno, la casa, dos casas pequeñas, una tienda grande y otros edificios. Hobson finalmente lo aseguró por 15 000 libras. Cambió su nombre de Okiato a Russell, en honor al Secretario de Estado para las Colonias, John Russell. Hobson y su familia se mudaron allí en mayo de 1840 y funcionarios, tropas, obreros e inmigrantes establecieron su residencia en edificios permanentes o temporales y en tiendas de campaña. Mathew elaboró planes ambiciosos para una ciudad, pero solo se construyó una de las carreteras previstas, que va directamente desde el ayuntamiento hasta la cárcel de la ciudad. Un año más tarde, en 1841, Nueva Zelanda se estableció como una colonia separada de Nueva Gales del Sur y Hobson trasladó la capital a Auckland y la mayoría de los residentes de Russell también se mudaron allí. Algunos funcionarios seguían viviendo en la casa de gobierno en Russell, pero cuando se incendiaron las oficinas en mayo de 1842, se mudaron a Kororāreka, dejando a Russell prácticamente desierto.
Kororāreka formaba parte del puerto de Russell y, gradualmente, también se conoció como Russell. En enero de 1844, el gobernador Robert FitzRoy designó oficialmente a Kororāreka como parte del municipio de Russell. Ahora, el nombre Russell se aplica solo a la antigua Kororāreka, mientras que Okiato ha reasumido su nombre original.